# غراي باركر
غراي باركر (بالإنجليزية: Gray Barker) هو يوفولوجي ‏ أمريكي، ولد في 2 مايو 1925 في Riffle, West Virginia ‏ في الولايات المتحدة، وتوفي في 6 ديسمبر 1984.